# Olympische Sommerspiele 2016/Schwimmen – 200 m Schmetterling (Männer)
Der Wettbewerb über 200 Meter Schmetterling der Männer bei den Olympischen Spielen 2016 in Rio de Janeiro wurde am 8. und 9. August 2016 im Estádio Aquático Olímpico ausgetragen. 29 Athleten aus 21 Ländern nahmen daran teil.
Es fanden vier Vorläufe statt. Die 16 schnellsten Schwimmer aller Vorläufe qualifizierten sich für die zwei Halbfinals, die am gleichen Tag ausgetragen wurden. Auch hier qualifizierten sich die Finalteilnehmer über die acht schnellsten Zeiten beider Halbfinals.

## Bestehende Rekorde
| Weltrekord         | Michael Phelps ( Vereinigte Staaten) | 1:51,51 min | Rom, Italien                | 29. Juli 2009   |
| Olympischer Rekord | Michael Phelps ( Vereinigte Staaten) | 1:52,03 min | Peking, Volksrepublik China | 13. August 2008 |

## Titelträger
| Olympiasieger     | Chad le Clos ( Südafrika) | 1:52,96 min | London 2012 |
| Weltmeister       | László Cseh ( Ungarn)     | 1:53,48 min | Kasan 2015  |
| Europameister     | László Cseh ( Ungarn)     | 1:52,91 min | London 2016 |
| Deutscher Meister | Alexander Kunert          | 1:57,11 min | Berlin 2016 |

## Vorlauf

### Vorlauf 1
| Platz | Name                  | Nation     | Zeit        | Anmerkung |
| ----- | --------------------- | ---------- | ----------- | --------- |
| 1     | Simon Sjödin          | Schweden   | 1:56,46 min |           |
| 2     | Robert Žbogar         | Slowenien  | 1:57,05 min |           |
| 3     | Gal Nevo              | Israel     | 1:58,64 min |           |
| 4     | Sajan Prakash Prakash | Indien     | 1:59,37 min |           |
| 5     | Bradlee Ashby         | Neuseeland | 2:01,22 min |           |

### Vorlauf 2
| Platz | Name             | Nation             | Zeit        | Anmerkung |
| ----- | ---------------- | ------------------ | ----------- | --------- |
| 1     | Chad le Clos     | Südafrika          | 1:55,57 min |           |
| 2     | Masato Sakai     | Japan              | 1:55,76 min |           |
| 3     | Zheng Wen Quah   | Singapur           | 1:56,01 min |           |
| 4     | Jewgeni Koptelow | Russland           | 1:56,13 min |           |
| 5     | Zhuhao Li        | China              | 1:56,72 min |           |
| 6     | Tom Shields      | Vereinigte Staaten | 1:56,93 min |           |
| 7     | Daniil Pachomow  | Russland           | 1:57,36 min |           |
| 8     | Jordan Coelho    | Frankreich         | 1:58,62 min |           |

### Vorlauf 3
| Platz | Name                   | Nation             | Zeit        | Anmerkung |
| ----- | ---------------------- | ------------------ | ----------- | --------- |
| 1     | Tamás Kenderesi        | Ungarn             | 1:54,73 min |           |
| 2     | Grant Irvine           | Australien         | 1:55,64 min |           |
| 3     | Michael Phelps         | Vereinigte Staaten | 1:55,73 min |           |
| 4     | Daiya Seto             | Japan              | 1:55,79 min |           |
| 5     | Louis Croenen          | Belgien            | 1:56,48 min |           |
| 6     | Stefanos Dimitriadis   | Griechenland       | 1:56,76 min |           |
| 7     | Carlos Peralta Gallego | Spanien            | 1:56,98 min |           |
| 8     | Yuhang Wu              | China              | 1:59,04 min |           |

### Vorlauf 4
| Platz | Name                         | Nation     | Zeit        | Anmerkung |
| ----- | ---------------------------- | ---------- | ----------- | --------- |
| 1     | László Cseh                  | Ungarn     | 1:55,14 min |           |
| 2     | Viktor Bromer                | Dänemark   | 1:55,77 min |           |
| 3     | Leonardo de Deus             | Brasilien  | 1:55,98 min |           |
| 4     | Kaio de Almeida              | Brasilien  | 1:56,45 min |           |
| 5     | Jonathan David Gómez Noriega | Kolumbien  | 1:56,65 min |           |
| 6     | Jan Świtkowski               | Polen      | 1:56,73 min |           |
| 7     | David Morgan                 | Australien | 1:56,81 min |           |
| 8     | Sebastien Rousseau           | Südafrika  | 1:57,33 min |           |

## Halbfinale

### Halbfinale 1
| Platz | Name            | Nation     | Zeit        | Anmerkung |
| ----- | --------------- | ---------- | ----------- | --------- |
| 1     | László Cseh     | Ungarn     | 1:55,18 min |           |
| 2     | Daiya Seto      | Japan      | 1:55,28 min |           |
| 3     | Masato Sakai    | Japan      | 1:55,32 min |           |
| 4     | Louis Croenen   | Belgien    | 1:56,03 min |           |
| 5     | Grant Irvine    | Australien | 1:56,07 min |           |
| 6     | Quah Zheng Wen  | Singapur   | 1:56,11 min |           |
| 7     | Kaio de Almeida | Brasilien  | 1:57,45 min |           |
| 8     | Zhuhao Li       | China      | 1:57,62 min |           |

### Halbfinale 2
| Platz | Name                         | Nation             | Zeit        | Anmerkung |
| ----- | ---------------------------- | ------------------ | ----------- | --------- |
| 1     | Tamás Kenderesi              | Ungarn             | 1:53,96 min |           |
| 2     | Michael Phelps               | Vereinigte Staaten | 1:54,12 min |           |
| 3     | Chad le Clos                 | Südafrika          | 1:55,19 min |           |
| 4     | Viktor Bromer                | Dänemark           | 1:55,59 min |           |
| 5     | Jewgeni Koptelow             | Russland           | 1:56,46 min |           |
| 6     | Simon Sjödin                 | Schweden           | 1:56,71 min |           |
| 7     | Leonardo de Deus             | Brasilien          | 1:56,77 min |           |
| 8     | Jonathan David Gómez Noriega | Kolumbien          | 1:57,47 min |           |

## Finale
10. August 2016, 03:28 MEZ
| Platz | Name            | Nation             | Zeit        | Anmerkung |
| ----- | --------------- | ------------------ | ----------- | --------- |
| 1     | Michael Phelps  | Vereinigte Staaten | 1:53,36 min |           |
| 2     | Masato Sakai    | Japan              | 1:53,40 min |           |
| 3     | Tamás Kenderesi | Ungarn             | 1:53,62 min |           |
| 4     | Chad le Clos    | Südafrika          | 1:54,06 min |           |
| 5     | Daiya Seto      | Japan              | 1:54,82 min |           |
| 6     | Viktor Bromer   | Dänemark           | 1:55,64 min |           |
| 7     | László Cseh     | Ungarn             | 1:56,24 min |           |
| 8     | Louis Croenen   | Belgien            | 1:57,04 min |           |